# Magenbrüterfrösche
Die Magenbrüterfrösche (Rheobatrachus) sind eine nur aus zwei Arten bestehende Gattung der Froschlurche (Anura) aus dem Osten Australiens. Inzwischen wird diese meistens zur Familie der Australischen Südfrösche (Myobatrachidae) gestellt.
Die Tiere zeichnen sich dadurch aus, dass bei ihnen im Gegensatz zu allen anderen bekannten Landwirbeltieren die postembryonalen Entwicklungsstadien – also hier die Kaulquappen – im Magen der Mutter heranwachsen. Da beide Arten heute als ausgestorben gelten, erfolgt die weitere Beschreibung in der Vergangenheitsform.

## Die Arten und ihre Vorkommen

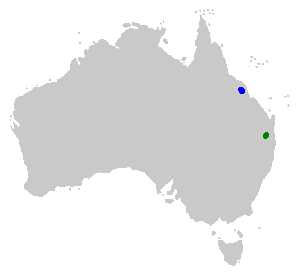
Verbreitung des Nördlichen Magenbrüterfrosches (blau) und des Südlichen Magenbrüterfrosches (grün)

Der Südliche Magenbrüterfrosch (Rheobatrachus silus Liem, 1973) wurde im Jahr 1972 entdeckt und 1973 zuerst wissenschaftlich beschrieben. Allerdings gibt es eine Literaturquelle, die vermuten lässt, dass bereits 1914 jemand auf die Art gestoßen war. Rh. silus lebte in der Blackall Range und Conondale Range, einem Gebirgszug in Südost-Queensland, nördlich von Brisbane. Dort bewohnte er auf einer Höhenstufe von 400 bis 800 m eine subtropische  Regenwaldregion auf einem Areal von weniger als 1000 Quadratkilometern. Je nach Quelle gilt die Art seit 1979 oder 1982 in freier Natur als verschollen; in Gefangenschaft verstarb das letzte Exemplar 1984.
Der Nördliche Magenbrüterfrosch (Rheobatrachus vitellinus Mahony, Tyler & Davis, 1984) wurde erst im Jahr 1984 entdeckt. Er lebte in der Clarke Range, einem Bergzug im mittleren Nordosten Queenslands. Auch diese Art war nur auf einem kleinen Areal von weniger als 500 Quadratkilometern in einer Höhe zwischen 400 und 1000 m verbreitet. Bereits ein Jahr nach ihrer Entdeckung konnte sie nicht wiedergefunden werden und gilt daher inzwischen ebenfalls als ausgestorben.

## Beschreibung und Lebensweise
Magenbrüterfrösche waren kleine, bräunlich gefärbte, etwas unkenähnlich aussehende Froschlurche mit recht eng beieinanderliegenden, hervorstehenden Augen und einer kurzen, stumpfen Schnauze. Die Männchen der Art Rheobatrachus silus wurden 33 bis 41 Millimeter lang, die Weibchen 44 bis 54 Millimeter. Diese Spezies soll überwiegend aquatil gelebt haben.
Die Besonderheit der Magenbrüterfrösche lag in ihrer einzigartigen Brutpflege: Nach der äußeren Besamung durch das Männchen nahm das Weibchen die Eier mit dem Maul auf und schluckte sie hinunter. Die verschluckten Nachkommen produzierten im Magen der Mutter das Hormon Prostaglandin E2, welches die Produktion von Magensäure hemmte. Während sich die Larven in dem quasi zu einem Uterus umfunktionierten Magen entwickelten, fastete das Weibchen zwangsläufig. Nach etwa zwei Monaten schlüpfte der zu fertigen Jungfröschen metamorphosierte Nachwuchs aus dem Maul der Mutter. Dies konnten durchaus 20 bis 25 Individuen sein.

## Ursache des Aussterbens / Versuch der „Wiederbelebung“
Die Ursache des Verschwindens der Magenbrüterfrösche ist unbekannt. Eine direkte Bedrohung der Habitate durch menschliche Aktivitäten schien wohl nicht offensichtlich erkennbar zu sein. Möglicherweise ist die Pilzkrankheit Chytridiomykose eine Erklärung.
Im März 2013 gelang es der University of New South Wales, lebende Embryos des Südlichen Magenbrüterfrosches (Rheobatrachus silus) durch Einnistung aufgetauter („abgestorbener“) Genome aus Tiefkühlkonservierung in Eizellen einer entfernt verwandten Froschart heranwachsen zu lassen. Die entstandenen Embryos haben das Frühstadium nicht überlebt. Ihre Zellen sollen im weiteren Verlauf des „Lazarus-Projekts“ dazu dienen, mittels Klonen eine ausgestorbene Tierart „wiederzubeleben“. Das Projekt gilt nicht als abgeschlossen (Stand: Dezember 2018), Meldungen oder Veröffentlichungen über seit 2013 erzielte Erfolge liegen allerdings nicht vor.

## Taxonomie
Innerhalb der heutigen Familie Myobatrachidae wurden lange Zeit drei selbständige Familien Myobatrachidae, Limnodynastidae und Rheobatrachidae unterschieden, wobei die Rheobatrachidae nur die beiden Arten der Gattung Rheobatrachus umfassten. Alle diese Gruppen sind ausschließlich in Australien und Neuguinea verbreitet. Als Schwestergruppe von Rheobatrachus wurde die Gattung Mixophyes vorgeschlagen. Beide Gattungen wurden in die Unterfamilie Myobatrachinae transferiert. Obwohl auch morphologische Argumente existieren, ist das wichtigste Argument phylogenomisch, anhand des Vergleichs homologer MtDNA-Sequenzen. Obwohl das Schwestergruppenverhältnis der Gattungen später wieder in Zweifel gezogen worden ist, ist die Eingliederung der Gattung in die Familie Myobatrachidae heute allgemein akzeptiert.

## Trivia
Das ungewöhnliche Brutverhalten von Rheobatrachus wird verschiedentlich von Kreationisten als Argument gegen Evolution und für eine geplante Schöpfung ins Feld geführt.